# Мона Брэнд
Мона Брэнд (англ. Mona Brand; 22 октября 1915, Сидней — 1 августа 2007, Сидней) — австралийский драматург, поэтесса и писательница. Она также писала под именем Алексис Фокс.
Во время жизни, Брэнд была более известна в Европе, чем в Австралии, настолько, что сама озаглавила свою автобиографию 1995 года «Достаточно голубое небо: автобиография Моны Бранд» … неизвестного известного писателя. Пьесы Моны Бренд ставились в театрах Великобритании, СССР, Китая, Чехословакии, Венгрии, Германии, Румынии, Польши, Латвии, Индии.

## Ранние годы
Брэнд родилась в Сиднее 22 октября 1915 года в семье Александра и Вайолет Брэнд (урожденной Никсон). У нее был старший брат Джон и младший Дерик.
В начале 1930-х годов ее отец был вторым инженером на корабле SS Cape Leeuwin, обслуживающем маяки и световые корабли между Брисбеном и Дарвином. Мать Моны, Вайолет Никсон, была младшей дочерью журналиста, государственного инспектора, архитектора и поэта Фрэнсиса Ходжсона Никсона (1832—1883), чьи сборники поэтических произведений «Легенды и лозунги о духе Питера» предположительно «собраны, исправлены и отредактированы Фрэнсисом Н». был опубликован в Мельбурне в 1865 году.
Когда Моне исполнилось семь лет, ее мать умерла от искусственного аборта и ее отправили жить к родственникам в Рокхемптон, где они посещали среднюю школу для девочек в Рокхемптоне. В возрасте одиннадцати лет она вернулась в Сидней, закончив обучение в средней школе для девочек в Северном Сиднее. Брэнд написала о своих детских чувствах в своей автобиографии «Достаточно голубого неба», которую она опубликовала в 1995 году. Во время обучения в старшей школе, будущая писательница приняла решение стать журналисткой.

## Взрослые годы
Первая работа Брэнд была копирайтером в газете The Sun в Сиднее. Во время Второй мировой войны она работала социальным работником, а затем научным сотрудником Министерства труда и национальной службы (1945-48). Между 1948 и 1954 годами работала в Лондоне, сначала в качестве машинистки в редакции Би-би-си, затем в Ханое, Вьетнам, в 1956-57 годах преподавателем английского языка, а затем вернулась в Австралию.
26 сентября 1955 года Мона вышла замуж за Лена Фокса, журналиста и члена Коммунистической партии, который также был поэтом и писателем-фантастом. Их брак, по словам друзей и самой Брэнд, был «браком истинных умов». Они оставались вместе до его смерти в Сиднее 9 января 2004 года в возрасте 98 лет.

### Политические взгляды
Брэнд была членом Коммунистической партии Австралии с 1947 года по 1970 год, при этом она «делает четкое уточнение, что принадлежала к Коммунистической партии Австралии, а не к Советскому Союзу». По её словам, «когда я вступила в Коммунистическую партию, это было не столько потому, что я согласилась с Карлом Марксом (о котором я мало читала), сколько потому, что я чувствовал, что он и его последователи согласны со мной».
Большая часть общественной активности Брэнд была выражена через её работу, и особенно через её творческие взаимоотношения с Новым Театром Сиднея. Большинство её пьес несут четкую политическую окраску.
В одной из её самых популярных пьес «Here Comes Kisch» рассказывается об экстрадиции Эгона Киша из Австралии в 1935 году. Киш, коммунист и антинацист, которому было запрещено въезжать в Австралию, изображается на протяжении всей пьесы как интеллигентный, приземленный человек, в то время как немецкие чиновники пишутся как сикофанты. Другие известные политические пьесы включают «Дорогие отношения», пьесу, которая высмеивает потребительство сопутствующее празднованию Дня матери и обсуждает тяготы рабочего класса в капиталистической системе, «Лучше жернова», которая описывает несправедливость в уголовном осуждении молодежи в Англия и опирается на дело Дерека Бентли и «Здесь под небесами», пьесу о сексизме и расизме, как в отношении азиатов, так и аборигенов.
Брэнд активно защищала права аборигенов. Вместе с супругом она провела кампанию за положительное голосование на референдуме 1967 года, чтобы австралийские аборигены были признаны в Конституции Австралии.
В 1956 году Брэнд отправилась во Вьетнам, чтобы помочь вьетнамской революции через её связи с КПА. Она помогала Радио Ханой и Голосу Вьетнама, особенно с английскими переводами. Вернулась на родину через год.
Австралийская служба безопасности и разведки (ASIO) с 1950 год собирала досье на писательницу и активистку с подробным описанием её перемещений и деятельности. Файл досье состоял из 379 страниц. Когда он был рассекречен и обнародован, Брэнд выразила свое отвращение к действиям ASIO в сатирической статье в «The Sydney Morning Herald» в 2002 году.

### Литературная карьера
Брэнд присоединилась к Викторианскому отделению Братства австралийских писателей в военные годы, обсуждая свои ранние работы с другими писателями Леонардом Манном, Фрэнком Далби Дэвисоном и Вэнсом Палмером. После войны она присоединилась к Мельбурнской группе писателей-реалистов, где была прочитана ее первая пьеса Here Under Heaven. Эта группа, в которую входили такие писатели, как Фрэнк Харди и Эрик Ламберт, порекомендовала пьесу Новому театру Мельбурна, и она была поставлена в 1948 году.
Писательница много путешествовал по миру, впервые отправившись в Лондон в 1948 году. Она попыталась заинтересовать лондонские театральные коллективы своей работой, но ей сказали, что лондонские зрители не будут интересоваться пьесами об Австралии. Несмотря на это в течение пяти с половиной лет она была в Великобритании (1948—1953), где активно работал в лондонском Театром Единства, который разделял общие взгляды с Новым театром в Австралии В это время Брэнд писала «Strangers in the Land». Поскольку эта пьеса касалась войны в Малайе, которая в то время была актуальной проблемой, она надеялся, что британцы заинтересуются ею. Пьеса была поставлена Театром Единства в 1950 году и затем запрещена в Великобритании. Позднее пьеса была поставлена в театрах Австралии, СССР, Чехословакии, Восточной Германии и Индии.
Пьеса Better a Millstone, написанная в 1953 году, была вдохновлена делом Дерека Бентли, в ходе которого молодого, неграмотного человека повесили за участие в грабеже, приведшем к убийству полицейского. Брэнд сосредотачивает внимание на кампании посмертного прощения. Она использует пьесу для рассмотрения вопросов жестокого обращения с детьми, коммерческой эксплуатации и криминализации молодежи.

### Взаимодействие с Новым Театром
Новый театр Сиднея был заинтересован в развитии творчества австралийских женщин-драматургов середины XX века. С момента своего основания в 1930-х годах Новый театр определил свою философию несколькими способами: от лозунга «Искусство — оружие» до более позднего «Театра с целью». Театр не являлся профессиональным.
Было высказано предположение, что одной из причин художественной «изоляции» Брэнд от Австралийского профессионального театра является её левая склонность и связь с Новым театром. С другой стороны относительная не представленность на родине компенсируется тем, что, на самом деле, у неё было больше поставленных произведений по всему миру, чем у многих других известных австралийских драматургов, например, Дэвида Уильямсона. В Австралии у Брэнд не было ни одной поставленной пьесы, профессионально созданной при её жизни.
Более вероятно, что изоляция Моны от основного австралийского театра была вызвана политическим и литературным контекстом периода, в котором она писала, и более широким отношением к прогрессивным драматургам и писателям того периода. В то время, когда в Австралии доминировала консервативная театральная индустрия, некоторые умеренно социалистические или феминистские драматурги, такие как Брэнд, нашли выход в движении «Новый театр» или «Репертуарный театр», который поддерживал социалистические и социально сознательные художественные движения. Последствием отсутствия признания в основном русле была возросшая связь с левыми и дальнейшая «порча» репутации этих авторов. В этот период Новый Театр боролся за признание, особенно в Сиднее, поскольку коммерческая пресса не публиковала обзоры их постановок, в течение пятнадцати лет. Работы Моны Брэнд, однако, были хорошо приняты в Великобритании, СССР, Китае, Чехословакии, Венгрии, Германии, Румынии, Польше, Латвии и Индии.
Её участие в Новом театре длилось более трех десятилетий и позволило ей написать более двадцати пьес. Она сама определила постановки «Нового театра» как «открыто или косвенно, предполагавшие, что в капитализме были сильные слабости, а в социализме были сильные стороны». Она пыталась решать гуманитарные вопросы, отдавая предпочтение идеям феминизма. Это очевидно в её любительской пьесе «In Search of Aphra», о которой она сказала, что не писала пьесу как сознательно феминистскую работу. Вместо этого она почувствовала несправедливость по отношению к главной героине и написала произведение с гуманитарной точки зрения. Новый Театр все ещё работает по сей день.

## Поздние годы и смерть
Вторая волна феминизма и повышение количества исследований посвященным женщинам в университетах Австралии в 1980-х годах, которые часто пересматривали историю женщин, стали свидетелями растущего признания работы и карьеры Брэнд в Австралии. Хотя ни одна из её пьес никогда не была профессионально поставлена в Австралии, в знак признания её важного вклада в театр в Австралии, Кристина М. Тилли предприняла подробное исследование, в 1981 году, пьес Брэнд и её политической активности. Тилли собрала много сценариев и деталей их создания, и в результате её работы многие оригинальные рукописи и письма Брэнд теперь хранятся в библиотеке Фрайер в Университете Квинсленда, Брисбен.
Мона Брэнд умерла в Сиднее 1 августа 2007 года.